# Chaetomys subspinosus
Chaetomys subspinosus — вид гризунів родини Голкошерстові (Erethizontidae). Єдиний вид роду Chaetomys. Етимологія: Chaetomys — новолатинське слово, утворене з грецьких слів грец. χαιτη — «грива», «довге волосся» і грец. μυσ — «миша».

## Поширення
Цей вид зустрічається фрагментарно в бразильських вологих лісах штатів Баїя, Еспіріту-Санту і, можливо, Ріо-де-Жанейро, а також у штаті Сержипі. Живе у первинних і вторинних тропічних лісах. Для пересування з однієї лісової ділянки в іншу використовує кавові плантації, але кавове листя не входить в його раціон.

## Зовнішня морфологія
Його "колючки" не такі жорсткі як у представників родини їжатцеві; вони короткі, дещо хвилясті, і ті, що на спині, більше схожі на щетину. Хвіст рідко вкритий волоссям і дещо хапальний або чіпкий. І передні й задні лапи мають по чотири пальці з кігтями. Довжина голови й тіла: 430-457, хвоста: 255-280 мм. Він є унікальним серед гризунів у тому, що його очні западини майже оточені кісткою. 

## Поведінка
Нічний гризун, майже повністю деревний, харчується листям.